# Grzebień przędny

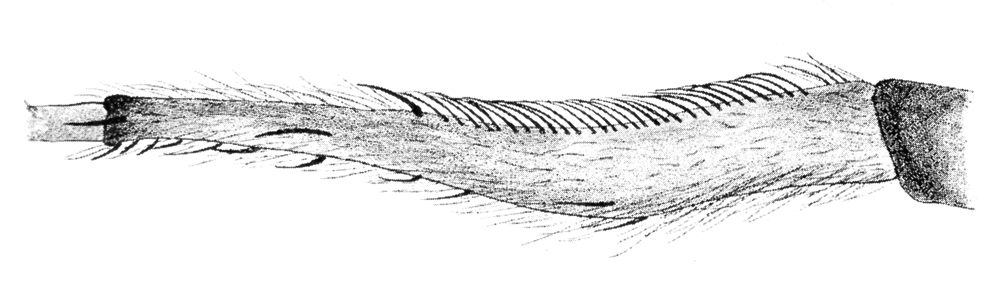
Grzebień przędny u Zosis geniculata

Grzebień przędny, grzebyk przędny, kalamistrum (łac. calamistrum, l. mn. calamistra) – element narządów przędnych niektórych pająków.
Grzebień ten zlokalizowany jest na górnej krawędzi nadstopia (metatarsus) czwartej pary odnóży krocznych. Utworzony jest przez rząd zmodyfikowanych szczecin, z których każda jest piłkowana po jednej stronie i gładka po drugiej. Występuje wyłącznie u gatunków posiadających siteczko przędne, a jego funkcją jest wyczesywanie wychodzących z niego nici przędnych.
Długość grzebienia jest nie mniejsza niż długość sitka. Stosunek długości grzebienia i sitek jest różnorodny, nawet u blisko spokrewnionych gatunków i związany prawdopodobnie z różnicami w tkanych sieciach oraz rozmiarach odnóży i odwłoków. U dojrzałych samców calamistrum zanika albo całkowicie albo pozostaje w formie szczątkowej.